# Sergej Asjkenazi
Sergej Asjkenazi (russisk: Сергей Израилевич Ашкенази) (født 12. maj 1949 i Odessa i Sovjetunionen) er en sovjetisk filminstruktør og manuskriptforfatter.

## Filmografi
- Kriminalnyj talant (Криминальный талант, 1988)[1][2]
- Iskusjenije (Искушение, 2007)